# Delta Air Lines

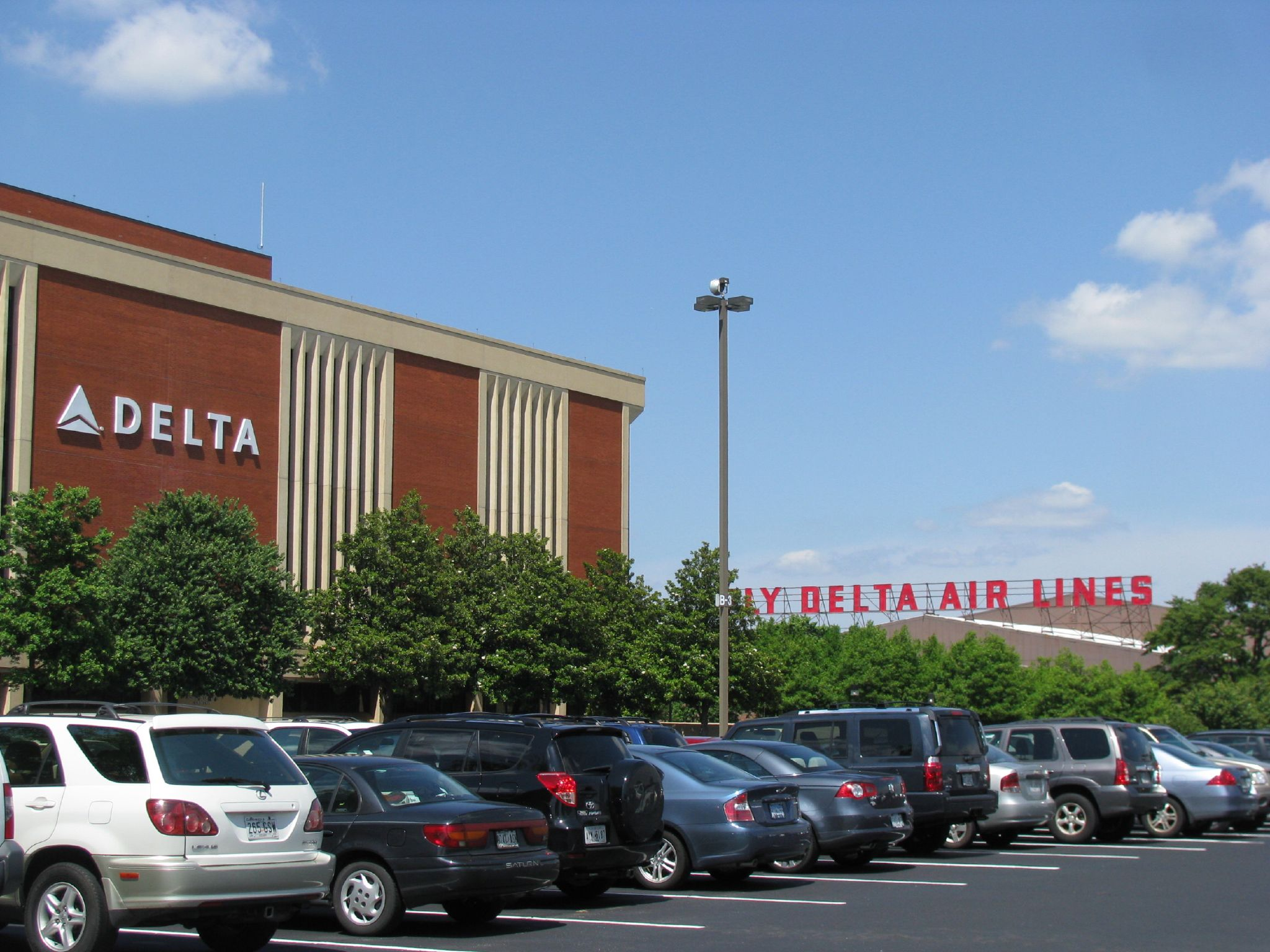
Штаб-квартира авіакомпанії Delta Air Linesв Атланті

Дельта Ейр Лайнз (англ. Delta Air Lines, Inc., NYSE: DAL) — авіакомпанія США зі штаб-квартирою в Атланті, штат Джорджія. Одна з чотирьох компаній-засновників авіаційного альянсу пасажирських перевезень SkyTeam. Одна з найбільших авіакомпаній США і світу.

## Структура

### Авіакомпанії

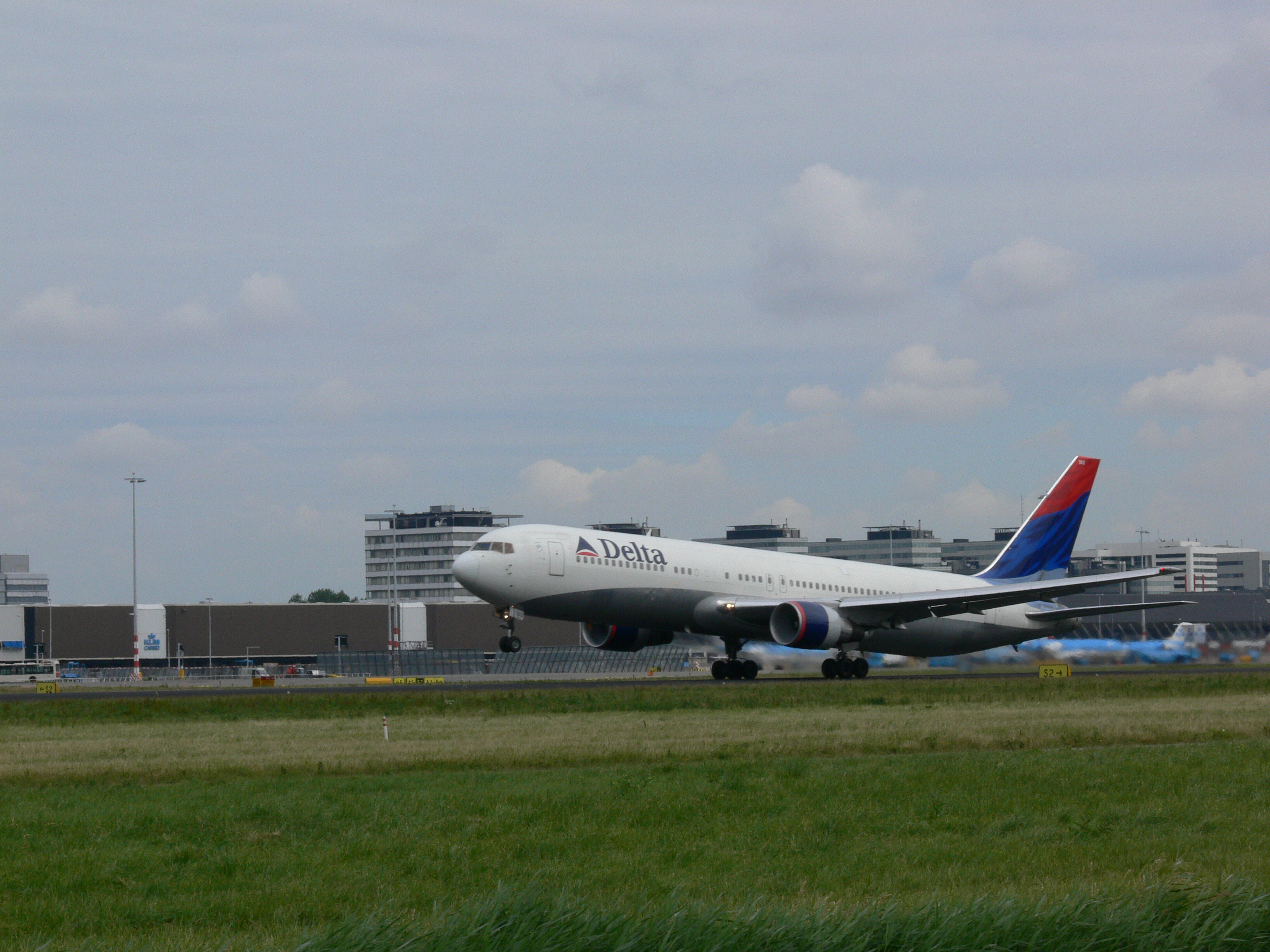
Флагман флоту — Boeing 767-300ER

- Delta — власне сама авіакомпанія Delta Air Lines, Inc. з великою кількістю внутрішніх рейсів та далекомагістральними міжнародними маршрутами.
- Comair — регіональний підрозділ Дельти, що займається близькомагістральними перевезеннями в пункти з малою наповнюваністю, але високою частотою польотів.
- Northwest Airlines
- Mesaba Airlines — регіональний підрозділ Northwest Airlines (NWA), придбаний разом з NWA.
- Compass Airlines — регіональний підрозділ NWA, придбаний разом з NWA.

### Решта підрозділів та дочірні компанії

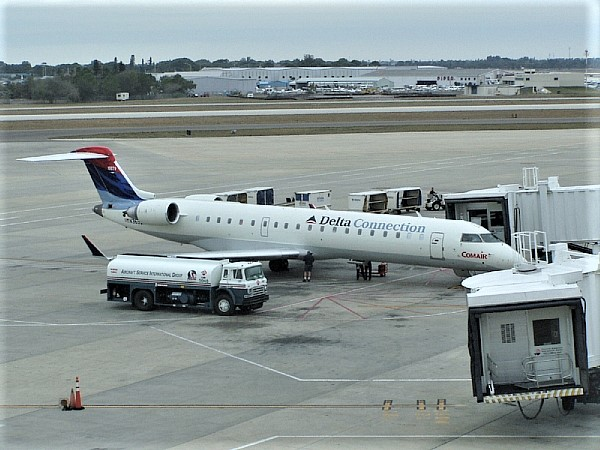
CRJ-700 компанії Comair

- Comair Inc.
- Comair Holdings, LLC
- Comair Services, Inc.
- Crown Rooms, Inc.
- DAL Aircraft Trading, Inc.
- DAL Global Services, LLC
- DAL Moscow, Inc. — в рівному партнерстві з Аерофлотом
- Delta AirElite Business Jets, Inc.
- Delta Benefits Management, Inc.
- Delta Cargo — дивізіонДельти, що займається вантажними перевезеннями.
- Delta Connection — маркетинговий бренд, що використовується деякими регіональними авіакомпаніями у взаємодії з хабами Дельти, які виконують рейси в пункти призначення з невеликим завантаженням, але високою частотою польотів.
- Delta Connection Academy, Inc.
- Delta Corporate Identity, Inc.
- Delta DASH — служба швидкої доставки малих вантажів, підрозділ Delta Cargo.
- Delta Loyalty Management Services, LLC
- Delta Shuttle — підрозділ, який виконує близькомагістральні рейси з високою частотою польотів на літаках МакДоннелл Дуглас MD-88s з однокласною конфігурацією салонів. Обслуговує маршрути Ла Гуардіа (Квінс, Нью-Йорк) — Логан (Бостон, Массачусетс) і Ла Гуардіа — Національний аеропорт ім. Рональда Рейгана (Вашингтон, DC). На відміну від авіакомпаній, що виконують рейси під брендом Delta Connection, цей підрозділ використовує операційний сертифікат, позивний, коди ІАТА та ІКАО самої Дельти.
- Delta Technology, LLC
- Delta Ventures III, LLC
- Epsilon Trading, Inc.
- Kappa Capital Management, Inc.
- Northwest Airlines — магістральна авіакомпанія США, придбана Дельтою 2008 року.
- Regional Handling Services — новий підрозділ, створений для наземного обслуговування літаків регіональних авіакомпаній Comair, Compass Airlines і Mesaba Airlines[22].
- SkyWest Airlines

### Колишні дочірні компанії
- Song, LLC
- ASA Holdings

### Інші бренди
У своїй діяльності Дельта використовує бренди вже неіснуючих авіакомпаній:
- Delta Express — створена в жовтні 1996 року для конкуренції з авіакомпаніями-дискаунтерами на напрямках туристичних перевезень. Компанія базувалася в Міжнародному аеропорту Орландо, до парку входили літаки Boeing 737–200. Delta Express припинила свою діяльність в листопаді 2003 року після створення авіакомпанії Song.
- Song — утворена 15 квітня 2003 для створення конкуренції з JetBlue Airways в базовому аеропорту обох авіакомпаній — JFK (Міжнародний аеропорт ім. Джона Кеннеді, Нью-Йорк). Авіапарк Song складався з літаків Boeing 757 з конфігурацією салонів в однокласній компонуванні. Незважаючи на успішне просування бренду на ринку перевезень північно-західній частині Флориди, фінансовий стан компанії був не надто задовільний, і 1 травня 2006 року Song знову пішла під бренд Delta Air Lines. Салони деяких літаків були трансформовані з однокласного компонування в двокласне (26 перший клас + 158 економічний) та переведені, переважно, на трансконтинентальні маршрути з Нью-Йорка та Атланти.
- Western Airlines — авіакомпанія, придбана Дельтою 16 грудня 1986, яка проте продовжувала працювати самостійно ще протягом трьох місяців через проблеми з профспілкою службовців Western Airlines[23]. У справу втрутився Верховний суд США, що підтвердив законність операції з придбання компанії, її новий статус дочірньої авіакомпанії Дельти і призначив дату злиття компаній на 1 квітня 1987 року."[24] Після поглинання Western Airlines Дельта використовує її колишній хаб (аеропорт Солт-Лейк-Сіті) як один зі своїх головних хабів, а Міжнародний аеропорт Лос-Анджелеса — як основний транзитний аеропорт для туристичних рейсів в Мексику.

## Злиття з Northwest Airlines

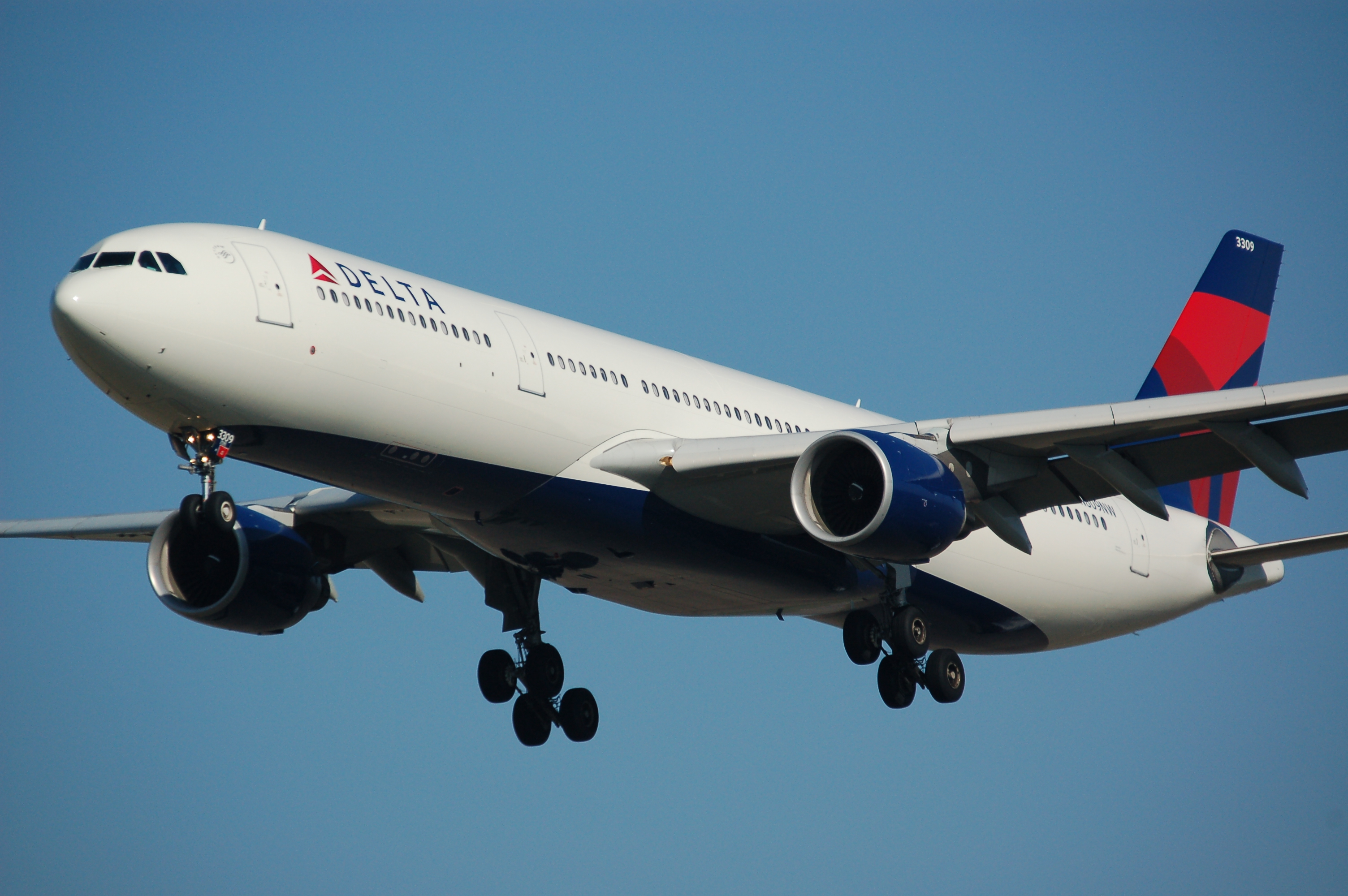
Airbus A330-300 авіакомпанії Northwest Airlines уже з лівреєю Дельти

Після повідомлення 15 січня 2008 про можливе злиття двох магістральних авіакомпаній Delta Air Lines і Northwest Airlines, керівництво обох перевізників оголосило 14 квітня 2008 року про фактично проведену операцію з об'єднання компаній. Вартість єдиної корпорації зі штаб-квартирою в Атланті сягнула 17,7 млрд доларів США. Крім того, топ-Менеджмет заявив про згоду з вимогою профспілок пілотів продовжити колективний договір з льотчиками на період до кінця 2012 року. У разі підписання документів з боку профспілки пілотам об'єднаної Дельти відходять 3,5 відсотка акцій авіакомпанії.

### Хаби і штаб-квартира
Штаб-квартира об'єднаної авіакомпанії зареєстрована за адресою 1030 Delta Blvd, Atlanta, GA 30320 і розташована на території Міжнародного аеропорту Гартсфілд-Джексон (Атланта), за 4,1 кілометра від головного входу в будівлю аеровокзалу.
Після повного завершення всіх процедур об'єднання двох авіаперевізників базовим аеропортом став Міжнародний аеропорт Гартсфілд-Джексон (Атланта), а головними транзитними вузлами (хабами) такі аеропорти:
 Хаби Дельти 
Головні хаби:
- Міжнародний аеропорт Гартсфілд-Джексон Атланта
- Столичний аеропорт Детройт округу Вейн

Хаби в США:
- Міжнародний аеропорт Цинциннаті/Північний Кентуккі
- Міжнародний аеропорт імені Джона Кеннеді
- Міжнародний аеропорт Мемфіс
- Міжнародний аеропорт Міннеаполіс/Сент-Пол
- Міжнародний аеропорт Солт-Лейк-Сіті

 Міжнародні хаби :
- Міжнародний аеропорт Наріта біля Токіо
- Амстердамський аеропорт Схіпгол

Основні пункти призначення:
- Міжнародний аеропорт Лос-Анджелес (міжнародний шлюз)
- Міжнародний аеропорт Сієтл/Такома

## Персонал
В авіакомпанії та її дочірніх структурах працює близько 75 тисяч осіб.
У Дельті близько 6 тисяч пілотів, що входять до Асоціацію лінійних пілотів (ALPA). Асоціація представляє пілотів Дельти з 1940 року.
У компанії близько 180 флайт-диспетчерів, що входять в Асоціацію PAFCA.
Решта співробітників Дельти, на відміну від інших авіаперевізників країни, не входять до профспілки компанії.
18 березня 2008 року авіакомпанія оголосила про пропозицію надання 3 тисячам співробітників добровільної вихідної допомоги.
Дельталіна (англ. Deltalina) — це прізвисько Катерин Лі, стюардеси з 2008 року, що є особою Відеопрезентації з безпеки на борту. Відео з Дельталіною набула неабиякої популярності зокрема в YouTube.

## Маршрутна мережа
Авіакомпанія виконує польоти у більш ніж 460 пунктів призначення в 96 країнах. Сама Дельта здійснює більше 1500 рейсів на день, Delta Connection — близько 2500 щоденних рейсів.
Дельта із дочірніми й інші авіакомпаніями-членами альянсу SkyTeam роблять близько 7 тисяч рейсів протягом дня.

## Флот
Авіакомпанія тривалий час експлуатувала лише літаки корпорації Boeing, включаючи й літаки McDonnell Douglas. Після злиття з NWA флот Дельти поповнився 57 літаками Airbus A319-100 (плюс 5 в замовленні), 70 Airbus A320-200 (2 в замовленні), 11 Airbus A330-200, 21 Airbus A330-300, 50 Boeing 757–200, 16 Boeing 757–300, 16 Boeing 747-400, 67 літаків McDonnell Douglas DC-9 а також 11 вантажних Boeing 747. Нині авіакомпанією NWA розміщено замовлення на 18 літаків Boeing 787.
Дельта одна з останніх вивела зі свого флоту Boeing 737–200 2006 року. Наразі авіакомпанія є найбільшим у світі експлуатантом Boeing 757 і Boeing 767, а також має другий у світі після American Airlines парк літаків McDonnell Douglas MD-80.
Станом на травень 2014 року середній вік повітряного парку авіакомпанії становив 17,1 років.
Флот Дельти (без урахування NWA) складається з таких повітряних суден (стан: травень 2014 року):
| Судно                      | В експлуатації | Замовлення | Пасажири | Пасажири | Пасажири | Пасажири | Пасажири                                              | Примітки |
| Судно                      | В експлуатації | Замовлення | F        | J        | Y+       | Y        | Усього                                                | Примітки |
| -------------------------- | -------------- | ---------- | -------- | -------- | -------- | -------- | ----------------------------------------------------- | --- |
| Airbus A319-100            | 57             | —          | 12       | 0        | 18       | 96       | 126                                                   | Всі літаки зазнали внутрішніх змін. 7 літаків використопуються як VIP чартери.                                                                                       |
| Airbus A320-200            | 69             | —          | 12       | 0        | 18       | 120      | 150                                                   | Всі літаки зазнали внутрішніх змін. |
| Airbus A321-200            | —              | 30         | 20       | 0        | 22       | 148      | 190                                                   | Постачання у 2016–2017 році |
| Airbus A330-200            | 11             | —          | 0        | 34       | 32       | 168      | 234                                                   | |
| Airbus A330-300            | 21             | 10         | 0        | 34       | 32       | 227      | 293                                                   | Постачання у 2015–2017 році. |
| Boeing 717–200             | 18             | 70         | 12       | 0        | 15       | 83       | 110                                                   | Всі придбані літаки використовуватимуться AirTran Airways. Постачання в кінці 2015.                                                                                  |
| Boeing 737–700             | 10             | —          | 12       | 0        | 18       | 94       | 124                                                   | |
| Boeing 737–800             | 73             | —          | 16       | 0        | 18       | 126      | 160                                                   | 43 зазнали внтурішніх змін. |
| Boeing 737-900ER           | 21             | 79         | 20       | 0        | 21       | 139      | 180                                                   | Постачання протягом 2018 року Замінять старші Boeing 757–200, 767–300 та Airbus A320.                                                                                |
| Boeing 747–400             | 16             | —          | 0        | 48       | 42       | 286      | 376                                                   | |
| Boeing 757–200             | 136            | —          | 22       | 0        | 18       | 141      | 181                                                   | Найбільший експлуатант літаків Boeing 757–200. Старші літаки буде замінено на Boeing 737-900ER. 56 літаків зазнали внутрішніх змін 8 додаткових літаків з вінглетами |
| Boeing 757–200             | 19             | —          | 22       | 0        | 182      | 141      |                                                       | Найбільший експлуатант літаків Boeing 757–200. Старші літаки буде замінено на Boeing 737-900ER. 56 літаків зазнали внутрішніх змін 8 додаткових літаків з вінглетами |
| Boeing 757–200             | 21             | —          | 22       | 0        | 132      | 175      |                                                       | Найбільший експлуатант літаків Boeing 757–200. Старші літаки буде замінено на Boeing 737-900ER. 56 літаків зазнали внутрішніх змін 8 додаткових літаків з вінглетами |
| Boeing 757–200             | 21             | —          | 24       | 0        | 135      | 180      |                                                       | Найбільший експлуатант літаків Boeing 757–200. Старші літаки буде замінено на Boeing 737-900ER. 56 літаків зазнали внутрішніх змін 8 додаткових літаків з вінглетами |
| Boeing 757–200             | 26             | —          | 26       | 0        | 132      | 184      |                                                       | Найбільший експлуатант літаків Boeing 757–200. Старші літаки буде замінено на Boeing 737-900ER. 56 літаків зазнали внутрішніх змін 8 додаткових літаків з вінглетами |
| Boeing 757–200             | 0              | —          | 16       | 11       | 147      | 174      | 16 літаків буде оснащено розкладними ліжками до 2015. | |
| Boeing 757–300             | 16             | —          | 24       | 0        | 23       | 177      | 224                                                   | Всі літаки з внутрішніми змінами Всі з вінглетами. |
| Boeing 757–300             | 16             | —          | 24       | 0        | 25       | 185      | 234                                                   | Всі літаки з внутрішніми змінами Всі з вінглетами. |
| Boeing 767–300             | 16             | —          | 30       | 0        | 28       | 203      | 261                                                   | |
| Boeing 767-300ER           | 58             | —          | 0        | 26       | 29       | 171      | 226                                                   | Найбільший експлуатант літаків Boeing 767-300ER. Всі літаки з вінглетами.                                                                                            |
| Boeing 767-300ER           | 58             | —          | 0        | 36       | 29       | 143      | 208                                                   | Найбільший експлуатант літаків Boeing 767-300ER. Всі літаки з вінглетами.                                                                                            |
| Boeing 767-300ER           | 58             | —          | 0        | 36       | 32       | 143      | 211                                                   | Найбільший експлуатант літаків Boeing 767-300ER. Всі літаки з вінглетами.                                                                                            |
| Boeing 767-400ER           | 21             | —          | 0        | 40       | 28       | 178      | 246                                                   | Найбільший експлуатант літаків Boeing 767-400ER]]. |
| Boeing 777-200ER           | 8              | —          | 0        | 45       | 36       | 188      | 269                                                   | |
| Boeing 777-200LR           | 10             | —          | 0        | 45       | 36       | 188      | 269                                                   | |
| Boeing 787-8               | —              | 18         | TBA      | TBA      | TBA      | TBA      | TBA                                                   | Введення в експлуатацію: 2020 рік |
| McDonnell Douglas MD-88    | 117            | —          | 16       | 0        | 15       | 118      | 149                                                   | До 2016 року всі літаки матимуть модернізований скляний кокпіт. |
| McDonnell Douglas MD-90-30 | 65             | —          | 16       | 0        | 15       | 129      | 160                                                   | Найбільший експлуатант літаків McDonnell Douglas MD-90. До 2016 року всі літаки матимуть модернізований скляний кокпіт.                                              |
| Усього                     | 743            | 198        |          |          |          |          |                                                       | |

## Салон

### Система розваг
На початку реактивної доби з появою літаків deHavilland Comet IV, Boeing 707 та інших, систем розваг крім журналів та газет не існувало взагалі. Потім, в 1960-х роках було впроваджено аудіосистеми для трансляції музики через навушники, які використовувалися лише на кількох літаках Дельти. Деякі перші широкофюзеляжні лайнери, зокрема L-1011, мали проектори для показу фільмів, які були замінені на початку 1990-х років на CRT-екрани. Крім того, CRT-моніторами в проходах салонів стали оснащуватися і Боїнги 757.
Першу розважальну систему на базі рідкокристалічних (LCD) моніторів Дельта запровадила на літаках MD-90, а вже 1999 року компанія першою у світі анонсувала розміщення на Boeing 777 індивідуальних РК-моніторів у спинках крісел.

Першу цифрову систему розваг Дельта запровадила з 2003 року на рейсах свого дискаунтера — авіакомпанії Song. При цьому використовувалася технологія "Відео за запитом (AVOD)" на базі Panasonic eFX. До 2007 року цифрові системи розваг замінили всі раніше встановлені, а система Panasonic EFX останнім часом представлена торговою маркою авіакомпанії — Delta on Demand.
Наразі аудіо- і відеосистеми розваг використовуються на всіх повітряних судах Дельти, за винятком MD-88 та літаків Delta Connections. Салони класу Бізнес-Еліт всіх лайнерів окрім 777-200LR обладнані цифровими системами Panasonic eFX. 48 Боїнгів 757 трансконтинентальних напрямків також мають на борту систему Panasonic eFX, через яку транслюються програми компанії супутникового телемовлення Dish Network, в той час, як решта 757-их інших маршрутів обладнуються телевізорами над проходами між кріслами.
Системи Panasonic eFX з прямим супутниковим телемовленням також установлюються на літаках інших внутрішніх маршрутів, включаючи 28 Боїнгів 737–800, 21 Боїнг 767–300 і на нових лайнерах 737–700, введених на лінії в серпні 2008 року. Нові літаки Дельти 777-200LR обладнані цифровими системами Panasonic eX2, що мають велику порівняно з EFX ємність пам'яті, та ширші відеодисплеї на пасажирських місцях.

### Бізнес-Еліт
Бізнес-Еліт (BusinessElite) авіакомпанії Дельта є конфігурацією салонів міжнародного бізнес-класу, доступних на літаках Боїнг 767-300ER, 767-400ER, 777-200ER та 777-200LR, а також на Боїнгах 757–200, що раніше належали American Airlines і TWA.
Сидіння в класі Бізнес-Еліт 767-300ER, 767-400ER та 777-200ER мають крок 1500 мм (60 дюймів), відкидаються до 160 градусів у положення лежачи та мають ширину 469,9 мм (18.5 дюймів) на 767-х і 533,4 мм (21 дюйм) на 777-200ER. Пасажири цього класу протягом усього польоту отримують безкоштовне харчування, напої, алкоголь та безкоштовний подарунковий комплект. Всі сидіння оснащені особистими терміналами системи розваг, електророзетками з універсальним портом та складним робочим столом. На 757-х, що належали раніше American Airlines і TWA, аналогічна конфігурація пасажирського місця в класі Бізнес-Еліт була запроваджена лише 2008 року, ці місця обладнані сидіннями німецької фірми Recaro, мають розміри 1397 мм у висоту, 508 мм завширшки та мають вбудовані масажери.
На літаках 777-200LR Дельта пропонує окремі спальні кімнати (каюти), обладнані та умебльовані фірмою Contour Premium. 5 лютого 2008 Дельта оголосила про свої плани з розміщення спальних кают на літаках 767-400ER з розташуванням 1-2-1 і місткістю до 40 штук в класі Бізнес-Еліт.

### Перший клас внутрішніх ліній

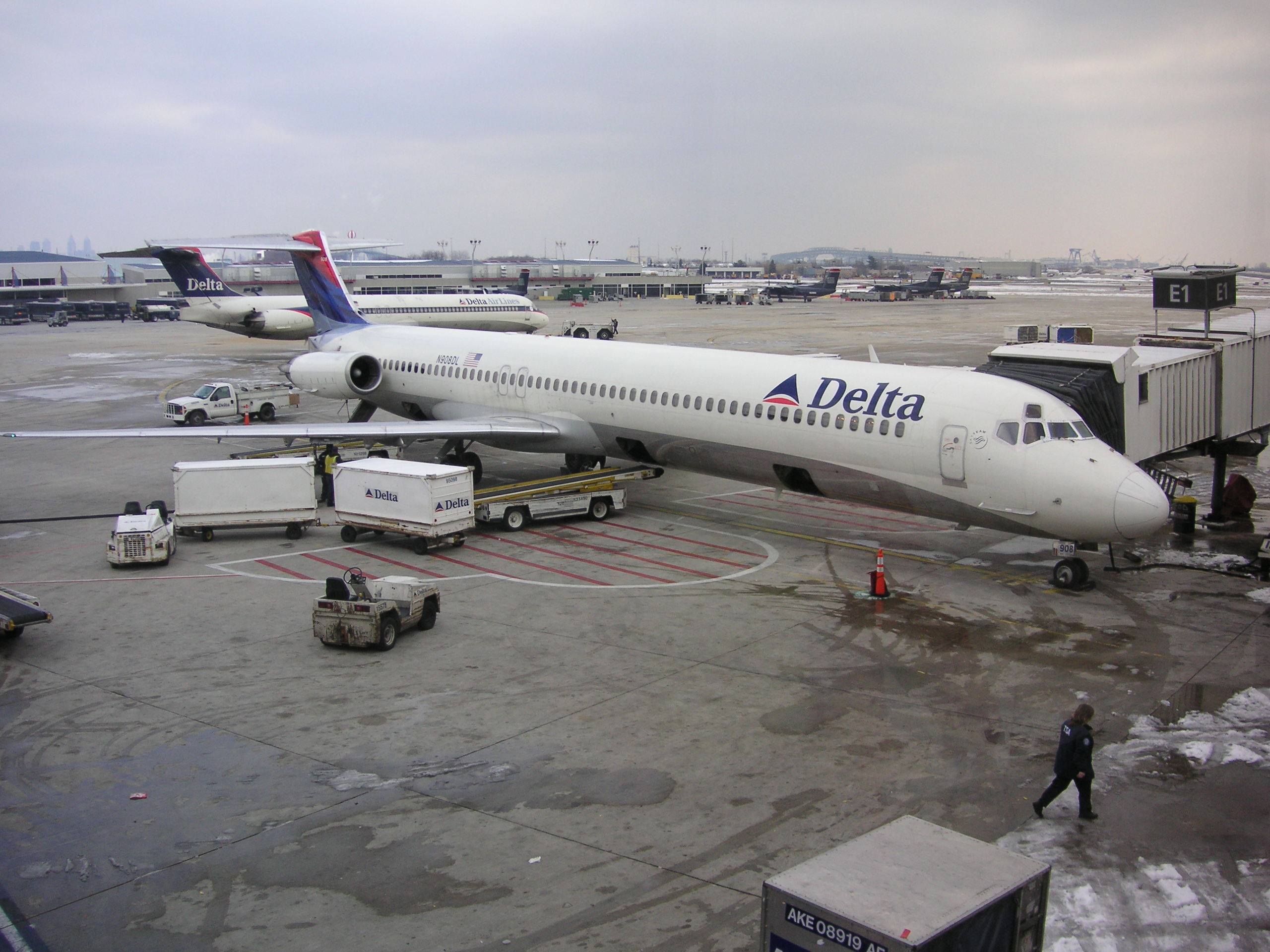
MD-88 в аеропорту Філадельфії

Перший клас пропонується авіакомпанією лише на рейсах усередині країни. Сервіс першого класу доступний на літаках Боїнг 737–800, 757–200, MD-88, MD-90, а також на літаках внутрішніх ліній Боїнг 767–300 і 767–400. Сидіння в першому класі мають ширину в 469,9-527,1 мм і розташовані на відстані 939,8-1016 мм один від одного.
Пасажири першого класу протягом усього польоту забезпечуються безкоштовним харчуванням, напоями та алкоголем. Всі сидіння на 767–400 (для внутрішніх ліній), 737–800 (з вінглетами) та трансконтинентальних 737–800 обладнані електричними розетками. Дельта має намір в найближчі роки замінити салони першого класу всіх літаків 767–400 на салони класу Бізнес-Еліт.

### Економічний клас
Сервіс економічного класу надається на всіх внутрішніх та міжнародних рейсах Дельти. Сидіння в економ-класі мають 460 мм в ширину та розташовані з кроком між рядами 840 мм. Крісла економічного класу в декількох найновіших літаків 767-300ER і всіх лайнерів 767-400ER, 777-200ER та 777-200LR забезпечені рухомими підголовниками, а крісла 777-200LR — механізмом регулювання підтримки попереку.
Пасажири економічного класу отримують безкоштовні напої та снеки. Придбати додаткові порції алкоголю можна за 7 доларів. Харчування за додаткову плату.

## Авіаційні події
Нижче наводяться авіаційні інциденти з літаками авіакомпанії Дельта без урахування її підрозділів Delta Connection.
- 22 квітня 1947, Douglas DC-3. Колумбус, Джорджія, США. Літак Vultee BT-13, що належав Tuskegee Aviation Institute, буквально «сів» на DC-3, який прямував з Макона в Колумбус. Жертв — 8[42].
- 10 березня 1948, рейс 705 — Douglas DC-4. Чикаго, США. Літак прямував до Маямі та розбився в муніципальному аеропорту Чикаго Мідуей одразу після зльоту. Комісією встановлено факт втрати поздовжнього керування літаком, причини самої втрати управління не визначено. Жертв — 12 з 13[43].
- 17 травня 1953, рейс 318 — Douglas DC-3 (бортовий номер N28345). Маршалл, Техас, США. Літак прямував з Далласа в Шривпорт та розбився за 21 км на схід від Маршалла, увійшовши в грозовий фронт. Жертв — 19 з 20[44].
- 23 травня 1960, рейс 1903 — Convair 880. Атланта, США. розбився по час проведення навчань, загинули всі 4 члени екіпажу.
- 30 березня 1967, рейс 9877 — Douglas DC-8 (бортовий N802E). Новий Орлеан, Луїзіана, США. Зазнав аварії під час проведення навчань поблизу Міжнародного аеропорту ім.Льюіса Армстронга. Причиною аварії стала втрата контролю командира-інструктора за діями стажиста при виконанні заходу на посадку з імітацією відмови двох двигунів. Літак врізався в житловий масив та готель, внаслідок чого загинуло 13 мирних мешканців[45].
- 30 травня 1972, рейс 9570 — Douglas DC-9 (бортовий N3305L). Даллас/Форт-Уерт, Техас, США. Зазнав аварії при виконанні посадки в аеропорту Форт-Верт. Ймовірною причиною аварії став турбулентний слід за DC-10 авіакомпанії American Airlines. Літак зачепив правим крилом землю та загорівся, загинули всі 4 особи на борту[46].
- 30 грудня 1972, рейс 954 — Convair 880. Міжнародний аеропорт О'Хара, Чикаго, США. При перетині смуги 27L в погану погоду зіткнувся з DC-9 авіакомпанії North Central Airlines, що якраз злітав[47].
- 31 липня 1973, рейс 723 — Douglas DC-9 (бортовий N975NE). Логан, Бостон, Массачусетс, США. Розбився об хвилеріз в умовах поганої видимості та технічного дефекту літака. Загинуло 88 людей, єдиний, що вижив, помер у лікарні від опіків[48][49].
- 27 листопада 1973, рейс 516 — Douglas DC-9 (бортовий N3323L). Чаттануга, Теннессі, США. Зазнав аварії при заході на посадку в умовах грози, помилка екіпажу. З 79 людей на борту вижили всі[50].
- 2 серпня 1985, рейс 191 — Lockheed L-1011 (бортовий N726DA). Міжнародний аеропорт Даллас/Форт-Верт, Техас, США. Літак прямував за маршрутом Форт-Лодердейл-Даллас-Лос-Анджелес і при виконанні заходу на посадку на висоті 180 метрів потрапив у сильний зсув вітру з вертикальним напрямком до землі. Незважаючи на включений максимальний режим двигунів, літак зачепив землю, перетнув автомобільне шосе, буквально роздавив першим двигуном машину, що проїздила, і на швидкості 400 км/год врізався у водонапірну вежу аеропорту. Загинули 134 з 163, що були на борту і 1 особа на землі. Розслідування причин авіакатастрофи призвело до серйозних доповнень у програми тренувальних центрів пілотів, а також зміни в прогнозуванні погоди щодо можливих зрушень вітру в зонах аеропортів світу.
- 31 серпня 1988, рейс 1141 — Boeing 727 (бортовий N473DA). Міжнародний аеропорт Даллас/Форт-Уерт, Техас, США. Літак прямував в Солт-Лейк-Сіті та розбився при виконанні зльоту зі смуги 18L за невірного положення закрилків, помилка екіпажу. загинуло 2 з 7 членів екіпажу, і 12 з 101 пасажира на борту.
- 14 жовтня 1989, літак Boeing 727 Едмонтон (Альберта, Канада) — Солт-Лейк-Сіті. При виконанні парковки лайнера до гейту аеровокзалу на його борту виникла пожежа. З 23 осіб на борту п'ятеро отримали легкі опіки. Всі пасажири та члени екіпажу були благополучно евакуйовані, проте літак був майже повністю знищений вогнем. Слідство встановило, що причиною пожежі на борту виявилися несправності в аварійній системі кисневого забезпечення пасажирських місць.
- 6 липня 1996, рейс 1288 — MD-88 (бортовий N927DA), Пенсакола (Флорида, США). Два пасажири загинули від уламків вентилятора лівого двигуна, що розлетівся. Літак прямував до Атланти, екіпаж встиг благополучно перервати зліт[51].
- 3 лютого 2002, рейс 129 — MD-11, Дублін. Літак, що прямував з Атланти до Дубліна, викотився за межі злітно-посадкової смуги аеропорту Дубліна при сильному вітрі. Двигун МД-11 N803DE був серйозно пошкоджений, але обійшлос без жертв[52].

### Незаконні заволодіння авіатранспортом
За всю історію з літаками Дельти було скоєно більше десяти спроб викрадення, внаслідок яких ніхто не постраждав. Нижче перераховані лише ті викрадення, які спричинили людські жертви або внаслідок яких літаки були спрямовані в інші країни.
- 1968 року лайнер Douglas DC-8 був викрадений в Гавану, Куба. Цей інцидент був першим з 1961 року вдалим викраденням літака з США на Кубу[53] та послужив початком цілої серії спроб викрасти літаки наприкінці 1960-х років.
- Такі рейси були успішно викрадені на Кубу, в кожному випадку обійшлося без людських жертв:
  - 11 червня 1979, рейс 1061 L-1011 — Нью-Йорк (Ла Гуардіа)-Форт-Лодердейл[54]
  - 17 липня 1983, рейс 722 Boeing 727 — Маямі-Тампа[55]
  - 18 серпня 1983, рейс 784 Boeing 727 — Маямі-Тампа[56]
  - 28 березня 1984, рейс 357 Boeing 727 — Новий Орлеан-Даллас[57]
- 31 липня 1972 рейс 831 — Детройт-Маямі, що виконувався на DC-8 був захоплений вісьмома викрадачами в Алжир. Літак посадили в Бостоні та взяли на борт штурмана міжнародних маршрутів, попередньо змусивши його роздягнутися до сорочки та плавок. Після прибуття в Алжир літаку з пасажирами дозволили повернутися в США з проміжною посадкою для дозаправлення в Барселоні[58].
- 22 лютого 1974 безробітний продавець автомобільних шин Семюель Бік (Samuel Byck[en]) з Пенсільванії захопив DC-9, який готувався вилетіти в Атланту, на стоянці аеропорту Балтімора. Бік зажадав від екіпажу злетіти та направити літак на Білий дім. Отримавши відмову, Бік розстріляв пілотів та наказав першій-ліпшій пасажирці підняти літак у повітря. Був ліквідований внаслідок проведеної операції службою безпеки аеропорту[59].
- 23 серпня 1980 був викрадений L-1011, який прямував з Сан-Хуана до Лос-Анджелеса. Після приземлення на Кубі викрадач був поміщений у в'язницю місцевою владою, ніхто з пасажирів та членів екіпажу не постраждав[60].
- 13 вересня 1980 літак, що прямував за маршрутом Новий Орлеан-Атланта, був захоплений двома викрадачами й був змушений летіти на Кубу. Після приземлення в аеропорту Гавани обидва викрадачі були заарештовані[61].

## Delta Air Lines та судові процеси
26 жовтня 2024 року, як повідомило агентство Reuters, авіакомпанія Delta Airlines позивається проти кібербезпекової компанії CrowdStrike.  Авіаперевізник стверджує, що через баги в оновленні IT у липні 2024 року його збитки перевищили $500 млн. Авіакомпанія аргументує, що була змушена скасувати близько 7000 рейсів для 1,3 млн клієнтів протягом п’яти днів, що коштувало Delta Airlines понад $500 млн.